# Les Incarnations d'Eddie Twyborn
Les Incarnations d'Eddie Twyborn (titre original en anglais : The Twyborn Affair) est un roman de l'écrivain australien Patrick White (1912-1990), paru en 1979.

## Contenu
Le roman est divisé en trois parties : la première se situe dans une villa de la Côte d'Azur avant la guerre de 1914-1918, la deuxième dans un élevage d'ovins des Snowy Mountains d'Australie entre les deux guerres et la troisième à Londres au début de la Seconde Guerre mondiale. Le roman traite de la transmigration d'une âme à travers trois personnalités: Eudoxie, Eddie et Eadith (donc deux femmes et un homme).

## Origines
Le roman est inspiré d'une conversation entre le jeune Herbert Dyce Murphy, et sa mère, au cours de laquelle il avait affirmé être la fille de sa mère, Edith. Sa mère lui avait répondu qu'elle en était fort heureuse, car elle avait toujours souhaité avoir une fille. Cette conversation a été rapportée à Patrick White par l'homme politique Barry Jones en 1974,,,

## Réception
The Twyborn Affair a figuré à la liste des œuvres retenues pour le Booker Prize en 1979, mais en a été ôtée à la demande de l'auteur, afin de laisser la place à des travaux d'écrivains plus jeunes et « plus méritants ». Cela reflète bien le refus de White de figurer dans quelque prix littéraire que ce soit. Il a fait une seule exception en 1973 pour le prix Nobel de littérature, mais il a envoyé son ami peintre Sidney Nolan pour le représenter en Suède, à la remise du prix par le roi. Ce roman a été publié pour la première fois en français par les éditions Gallimard dans la collection Du monde entier, en 1983. Il a été traduit par Jean Lambert.